# Antonio Petito
Antonio Petito (Napoli, 29 giugno 1822 – Napoli, 24 marzo 1876) è stato un attore teatrale, drammaturgo e regista teatrale italiano.
Fu un celebre Pulcinella, uno degli interpreti più capaci e apprezzati della famosa maschera teatrale.

## Biografia
Figlio di un altro celebre Pulcinella, Salvatore Petito, e di donna Peppa (Giuseppina D'Errico all'anagrafe), impresaria di un baraccone nel quale si rappresentavano spettacoli per il popolo, Antonio era soprannominato in famiglia "Totonno 'o pazzo" per la sua estrema vitalità.

Fu proprio il padre a dargli il battesimo teatrale, cedendogli la maschera nel corso di una rappresentazione teatrale al Teatro San Carlino di Napoli, dove in seguito si produsse più volte. Proprio dietro le quinte di quel teatro, Petito ebbe, la sera del 24 marzo 1876, l'attacco cardiaco che gli fu fatale. Sebbene rappresentasse i suoi lavori sempre per il popolo, l'interclassismo presente nell'ambiente dei teatri di Napoli ne fece un idolo anche presso i ceti più agiati, e forte fu il richiamo dei personaggi ufficiali della politica alla tournée fiorentina del 1869.

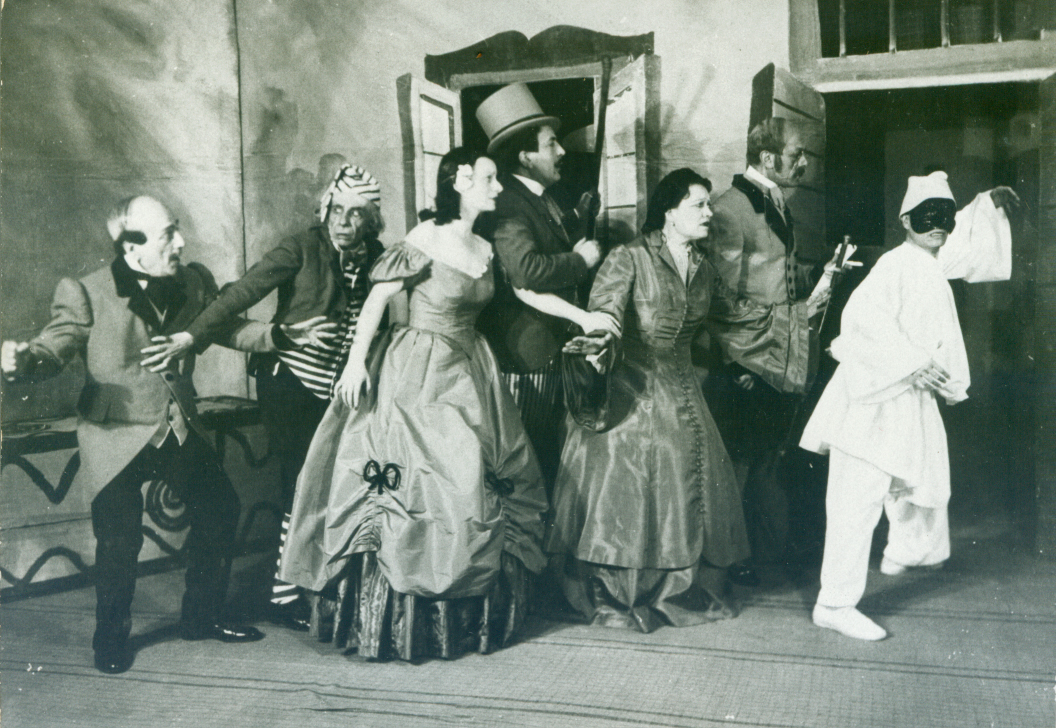
Viviani Pulcinella in Siamo tutti fratelli da Petito (1941)

Fu, oltre che attore dotato di grande mimica, anche drammaturgo nonostante fosse semianalfabeta, incapace di scrivere correttamente in italiano: per questo motivo si avvalse sempre di revisori delle sue opere, e tra questi il più ricorrente e ricercato fu Giacomo Marulli. Le sue qualità andarono oltre: fu anche un ottimo cantante, ballerino, coreografo e regista.
Fu inoltre un attento utilizzatore del linguaggio, mediante il quale caratterizzava il parlato delle diverse classi sociali padroneggiando le varie sfumature sia dell'italiano che del dialetto.
Petito è una delle figure più importanti del teatro napoletano dell'Ottocento. Il suo teatro considerato solo "canovacci" e pretesti per il grande attore furono dimenticati alla sua morte. Si deve a Raffaele Viviani la riscoperta e il rilancio del Petito autore, quando nel 1941 mise in scena So' muorto e m'hanno fatto turna' a nascere con il titolo di Siamo Tutti fratelli. Di idee liberali, per questo motivo a Petito verranno negati i conforti religiosi dalla Chiesa in punto di morte, visto che l'istituzione ecclesiastica era all'epoca nemica del pensiero liberale. 
Dopo la sua morte, il Teatro San Carlino sopravvisse ancora per poco, avendo perso il suo più amato rappresentante.
Nel 1982 la Rai gli dedicò uno sceneggiato televisivo in sette puntate Antonio Petito, artista comico, scritto e sceneggiato da Gennaro Magliulo (anche regia) ed Ettore Massarese.
È sepolto nel cimitero monumentale di Poggioreale a Napoli.